# Офіційні візити Президента Петра Порошенка 2016
Це список офіційних закордонних візитів та вітчизняних робочих поїздок, зроблених 5-м Президентом України Петром Порошенком у 2016 році — третьому році його президентства.
Список не включає поїздки, зроблені в межах міста Києва, де безпосередньо розташована резиденція Президента та його адміністрація, а також в аеропорт «Бориспіль», що знаходиться в Київській області.
| Закордонні візити Президента Петра Порошенка |
| Карта із зазначенням країн, відвіданих Президентом Петром Порошенком. Україна 7 чи більше 6 візитів 5 візитів 4 візити 3 візити 2 візити 1 візит |

| Вітчизняні візити Президента Петра Порошенка |
| Карта із зазначенням областей України, відвіданих Президентом Петром Порошенком. місто Київ 10 чи більше візитів 7-9 візити 4-6 візитів 2-3 візити 1 візит |

## Січень
| Дата                                                              | Країна чи область України                            | Місце                            | Деталі |
| ----------------------------------------------------------------- | ---------------------------------------------------- | -------------------------------- | --- |
| 6—7 січня                                                         | Івано-Франківська область                            | Гута                             | Президент Петро Порошенко з родиною відвідав церкву Святих Апостолів Петра і Павла під час різдвяного богослужіння.                                                                        |
| 6—7 січня                                                         | Львівська область                                    | Львів, Стремінь                  | Президент Петро Порошенко відвідав родину переселенців з Луганської області та різдвяний ярмарок на площі Ринок.                                                                           |
| 11 січня                                                          | Тернопільська область [та Івано-Франківська область] | Байківці, Соколів, Тернопіль     | Президент Петро Порошенко взяв участь у відкритті загальноосвітньої школи у селі Соколів, відвідав військову базу 44-ї артилерійської бригади та завод СЕ Борднетце-Україна.               |
| 20—22 січня                                                       | Швейцарія                                            | Давос                            | Президент Петро Порошенко взяв участь у семінарах в рамках Всесвітнього економічного форуму, провів переговори з низкою світових лідерів, зустрівся з представниками української діаспори. |
| 29 січня                                                          | Рівненська область                                   | Володимирець, Кузнецовськ, Рівне | Президент Петро Порошенко взяв участь у відкритті рівненського Центру надання адміністративних послуг, нового корпусу Володимирецької районної лікарні, відвідав Рівненську АЕС.           |
| ^ Літак Президента не зміг приземлитися у Тернополі через негоду. |                                                      |                                  | |

## Лютий
| Дата      | Країна чи область України | Місце   | Деталі |
| --------- | ------------------------- | ------- | --- |
| 1 лютого  | Німеччина                 | Берлін  | Президент Петро Порошенко зустрівся з Федеральним канцлером Ангелою Меркель для обговорення виконання Мінської угоди, запровадження країнами Шенгенської зони безвізового режиму для українців.                                                                                                |
| 13 лютого | Німеччина                 | Мюнхен  | Президент Петро Порошенко взяв участь у Мюнхенській конференції з безпеки, зустрівся з Генеральним секретарем НАТО Єнсом Столтенбергом, Державним секретарем США Джоном Керрі, головою уряду Баварії Горстом Зеєгофером, лідерами Європейського Союзу та очільниками низки європейських країн. |
| 22 лютого | Вінницька область         | Вінниця | Президент Петро Порошенко взяв участь у церемонії складання присяги вінницькими поліцейськими, відвідав завод Барлінек Інвест та Вінницьку транспортну компанію. |

## Березень та квітень
| Дата                  | Країна чи область України | Місце                               | Деталі |
| --------------------- | ------------------------- | ----------------------------------- | --- |
| 9—10 березня          | Туреччина                 | Анкара, Стамбул                     | Президент Петро Порошенко разом з Президентом Туреччини Реджепом Таїпом Ердоганом взяв участь у засіданні українсько-турецької Стратегічної ради високого рівня, зустрівся з представниками української та кримськотатарської громад, з Патріархом Варфоломієм I, відвідав фрегат «Гетьман Сагайдачний», який бере участь в турецько-українських військових навчаннях у Мармуровому морі. |
| 17 березня            | Бельгія                   | Брюссель                            | Президент Петро Порошенко зустрівся з Президентом Європейської комісії Жаном-Клодом Юнкером та Головою Європейської ради Дональдом Туском для обговорення питань лібералізації візового режиму ЕС для громадян України. Також Президент зустрівся з Федеральним канцлером Німеччини Анґелою Меркель, Президентом Франції Франсуа Олландом, головою Європейської народної партії Жозефом Долем. |
| 23 березня            | Харківська область        | Харків                              | Президент Петро Порошенко відвідав Харківський фізико-технічний інститут, де взяв участь у запуску ядерної підкритичної установки «Джерело нейтронів». Також Президент відвідав завод Турбоатом, Конструкторське бюро з машинобудування імені О.О. Морозова та Харківський національний університет внутрішніх справ. |
| 26 березня            | Київська область          | Нові Петрівці                       | Президент Петро Порошенко відвідав навчальний центр Національної гвардії України. |
| 28 березня            | Донецька область          | Краматорськ, Миколаївка, Слов'янськ | Президент Петро Порошенко відвідав Центр управління в зоні проведення АТО, де представив новопризначеного командувача Сухопутних військ Сергія Попка, передав нові автомобілі швидкої допомоги медикам Донеччини, оглянув реконструйовані після обстрілів 2014 року житлові будинки у Миколаївці, поклав квіти до пам'ятника загиблим бійцям біля Слов’янська. |
| 31 березня — 2 квітня | США                       | Вашингтон                           | Президент Петро Порошенко взяв участь у Саміті з ядерної безпеки, під час якого зустрівся з Президентом США Бараком Обамою, Віце-президентом Джо Байденом, Генеральним секретарем ООН Пан Гі Муном, Президентом Польщі Анджеєм Дудою, Прем'єр-міністром Нідерландів Марком Рютте та іншими світовими лідерами. Також Президент виступив на форумі "Битва України за свободу, що триває" у Капітолії, зустрівся з українською громадою та поклав квіти до Меморіалу жертвам українського Голодомору-Геноциду 1932-33 років. |
| 5—7 квітня            | Японія                    | Йокогама, Кіото, Токіо              | Президент Петро Порошенко зустрівся з Прем'єр-міністр Японії Сіндзо Абе, Імператором Акіхіто, Спікером Палати Представників Парламенту Тадаморі Осімою, представниками адміністрації і ділових кіл префектури Кіото, українською діаспорою в Японії. Також Порошенко відвідав теплоелектростанцію Ісоґо та Національний музей сучасних наукових досягнень "Мірайкан". |
| 14 квітня             | Львівська область         | Львів, Підрясне                     | Президент Петро Порошенко взяв участь в офіційному відкритті заводу Fujikura, зустрівся з мером Львова Андрєм Садовим та керівниками Львівської обласної державної адміністрації, відвідав богослужіння у Храмі святих апостолів Петра і Павла. |
| 21 квітня             | Румунія                   | Бухарест                            | Президент Петро Порошенко зустрівся з Президентом Румунії Клаусом Йоханнісом, Прем’єр-міністром Дачіаном Чолошом, Патріархом Румунської Православної Церкви Даниїлом, Президентами обох палат Парламенту Келіном Попеску-Терічану та Валеріу Згоня. |
| 22 квітня             | Запорізька область        | Запоріжжя                           | Президент Петро Порошенко представив нового голову Запорізької ОДА Костянтина Бриля, відвідав машинобудівне конструкторське бюро «Прогрес», поклав квіти до стелі загиблим героям в російсько-українській війні. |
| 26 квітня             | Київська область          | Прип'ять                            | Президент Петро Порошенко вшанував пам'ять загиблих ліквідаторів, поклавши квіти до меморіалів у комплексі жертвам Чорнобильської катастрофи, відвідав Чорнобильську АЕС, оглянув будівництво об'єкту «Укриття» та сховища відпрацьованого ядерного палива. |
| 27 квітня             | Київська область          | Дівички                             | Президент відвідав військову частину, де вручив державні нагороди військовим-артилеристам, оглянув нові зразки озброєння та військової техніки вітчизняного виробництва. |
| 28 квітня             | Херсонська область        | Херсон                              | Президент Петро Порошенко представив нового голову Херсонської ОДА Андрія Гордєєва, відвідав Херсонську державну морську академію та Херсонський державний завод «Паллада». |

## Травень
| Дата      | Країна чи область України | Місце                                | Деталі |
| --------- | ------------------------- | ------------------------------------ | --- |
| 7 травня  | Полтавська область        | Полтава                              | Президент Петро Порошенко взяв участь у відкритті пам'ятника Гетьману України Івану Мазепі, відвідав обласний клінічний протитуберкульозний диспансер, поклав квіти до Меморіального комплексу Солдатської Слави. |
| 14 травня | Донецька область          | Краматорськ, Святогірськ, Слов'янськ | Президент Петро Порошенко взяв участь у церемонії складання присяги поліцейськими та відкритті школи у центрі соціальної реабілітації «Смарагдове місто».                                                         |
| 23 травня | Туреччина                 | Стамбул                              | Президент взяв участь у Всесвітньому гуманітарному саміті. |
| 27 травня | Житомирська область       | Перлявка                             | Президент Петро Порошенко відвідав Навчальний центр Високомобільних десантних військ. |

## Червень
| Дата      | Країна чи область України | Місце          | Деталі |
| --------- | ------------------------- | -------------- | --- |
| 15 червня | Миколаївська область      | Миколаїв       | Президент Петро Порошенко відвідав Миколаївський морський порт під час відкриття виробничо-перевантажувального комплексу компанії «Бунге». |
| 18 червня | Київська область          | Старе          | Президент відвідав військовий навчальний центр Північного територіального управління Національної гвардії України. |
| 21 червня | Франція                   | Марсель, Париж | Президент Петро Порошенко зустрівся з Президентом Франції Франсуа Олландом, Головою Національних зборів Франції Клодом Бартолоном та Головою Сенату Жераром Ларше. Також Президент відвідав відбірковий матч до 1/8 фіналу Чемпіонату Європи з футболу між збірними України та Польщі.                                                           |
| 24 червня | Харківська область        | Харків         | Президент відвідав Харківський університет повітряних сил імені Івана Кожедуба. |
| 24 червня | Донецька область          | Водяне, Піски  | Президент відвідав передові позиції Збройних Сил у зоні ATO. |
| 27 червня | Бельгія                   | Брюссель       | Президент Петро Порошенко взяв участь у міні-саміті «Україна-ЄС» за участю Голови Європейської Ради Дональда Туска, Президента Європейської комісії Жана-Клода Юнкера, Голови Європейського парламенту Мартіна Шульца та віце-президента Єврокомісії — Високого представника ЄС з питань закордонних справ і політики безпеки Федеріки Могеріні. |
| 30 червня | Болгарія                  | Софія, Хисаря  | Президент Петро Порошенко зустрівся з Президентом Болгарії Росеном Плевнелієвим, Прем’єр-міністром Бойко Борисовим, з представниками української діаспори та українськими військовими, що проходять реабілітацію в лікарні «Калероя», взяв участь у відкритті пам'ятника Тарасу Шевченку у Софії.                                                |

## Липень
| Дата        | Країна чи область України | Місце               | Деталі |
| ----------- | ------------------------- | ------------------- | --- |
| 3 липня     | Одеська область           | Одеса               | Президент представив новопризначеного командувача Військово-Морських Сил Збройних Сил України Ігоря Воронченка, взяв участь у святкуванні Дня Військово-Морських Сил Збройних Сил України.                                                                 |
| 5 липня     | Донецька область          | Карачун, Слов'янськ | Президент взяв участь в урочистих заходах з нагоди 2-ї річниці визволення від проросійських бойовиків північних міст Донецької області. |
| 8—9 липня   | Польща                    | Варшава             | Президент Петро Порошенко взяв участь у засіданні Комісії Україна—НАТО, зустрівся з лідерами країн НАТО, поклав квіти до пам'ятника жертвам Волинської трагедії.                                                                                           |
| 13—14 липня | Азербайджан               | Баку                | Президент Петро Порошенко зустрівся з Президентом Азербайджану Ільхамом Алієвим, Прем’єр-міністром Артуром Расізаде, Головою Міллі Меджлісу Октаєм Асадовим, представниками української громади Азербайджану, відвідав Меморіальний комплекс Алея шахідів. |

## Серпень
| Дата       | Країна чи область України | Місце                 | Деталі |
| ---------- | ------------------------- | --------------------- | --- |
| 3—5 серпня | Малайзія                  | Куала-Лумпур          | Президент Петро Порошенко зустрівся з Прем'єр-міністром Наджибом Тун Разаком, взяв участь в українсько-малайзійському бізнес-форумі. |
| 5—7 серпня | Індонезія                 | Джакарта, Джок'якарта | Президент Петро Порошенко зустрівся з Президентом Індонезії Джоко Відодо, зі Спікером Ради народних представників Народного консультативного конгресу Аде Комарудіном, взяв участь в українсько-індонезійському бізнес-форумі, поклав квіти до Монументу Національних героїв «Калібата». |
| 18 серпня  | Львівська область         | Броди                 | Президент Петро Порошенко взяв участь в урочистих заходах з нагоди початку будівництва заводу Nexans, оглянув ділянку автошляху Броди – Радехів – Червоноград, що реконструюється, зустрівся з бійцями 16-ї окремої бригади армійської авіації.                                          |
| 19 серпня  | Харківська область        | Харків                | Президент взяв участь у відкритті нової станції метрополітену та органного залу філармонії. |
| 23 серпня  | Харківська область        | Чугуїв                | Президент Петро Порошенко взяв участь у передачі військової техніки, вручив державні нагороди військовослужбовцям. |
| 31 серпня  | Донецька область          | Мангуш, Маріуполь     | Президент Петро Порошенко відвідав металургійний комбінат «Азовсталь», взяв участь у відкритті маріупольського Центру надання адміністративних послуг та реконструйованого дитячого садка.                                                                                               |

## Вересень
| Дата          | Країна чи область України | Місце                | Деталі |
| ------------- | ------------------------- | -------------------- | --- |
| 3 вересня     | Вінницька область         | Вінниця              | Президент взяв участь в заходах з нагоди святкування Дня міста. |
| 13 вересня    | Дніпропетровська область  | Дніпро, Слобожанське | Президент Петро Порошенко відвідав музей музей «Шляхами Донбасу», взяв участь у відкритті дитячого садка «Дивосвіт», вручив ордери на житло військовослужбовцям. |
| 17 вересня    | Київська область          | Козин                | Президент Петро Порошенко відвідав навчальний рятувальний центр Державної служби з надзвичайних ситуацій. |
| 19—22 вересня | США                       | Нью-Йорк             | Президент Петро Порошенко взяв участь у заходах в рамках 71-ї сесії Генеральної Асамблеї ООН, зустрівся з 22 главами держав та урядів, зокрема з Президентом США Бараком Обамою, Віце-президентом США Джо Байденом, колишнім Державним секретарем США Гілларі Клінтон, Генеральним секретарем НАТО Єнс Столтенбергом, Директором-розпорядником МВФ Крістін Лагард, Прем'єр-міністром Австралії Малкольмом Тернбуллом, Прем'єр-міністром Японії Сіндзо Абе тощо. Також Президент зустрівся з представниками ділових кіл США та української діаспори. |
| 30 вересня    | Ізраїль                   | Єрусалим             | Президент взяв участь у церемонії прощання з померлим екс-президентом Ізраїлю Шимоном Пересом. |

## Жовтень
| Дата         | Країна чи область України | Місце                  | Деталі |
| ------------ | ------------------------- | ---------------------- | --- |
| 7 жовтня     | Одеська область           | Біляївка, Маяки, Одеса | Президент Петро Порошенко відвідав виноробне господарство, оглянув стан ремонтних робіт ділянки автошляху М 15 та, спільно з Прем'єр-міністром Молдови Павло Філіпом, — будівництво пункту пропуску «Маяки-Паланка-Удобне». |
| 15 жовтня    | Харківська область        | Харків, Чугуїв         | Президент відкрив пам'ятну дошку, присвячену нацгвардійцям спеціального підрозділу «Ягуар», передав військову техніку та озброєння, вручив державні нагороди військовим.                                                    |
| 17 жовтня    | Київська область          | Тарасівка              | Президент вручив ордери на нові квартири військовослужбовцям Національної гвардії. |
| 18 жовтня    | Норвегія                  | Осло                   | Президент Петро Порошенко зустрівся з Прем'єр-міністром Ерною Солберг, Королем Гаральдом V, Президентом Стортингу Олеміком Томмессеном, відвідав українсько-норвезький бізнес-форум.                                        |
| 19—20 жовтня | Німеччина                 | Берлін                 | Президент взяв участь у зустрічі «нормандської четвірки». |
| 20 жовтня    | Нідерланди                | Маастрихт              | Президент Петро Порошенко відвідав з'їзд Європейської народної партії, зустрівся з головами країн-членів ЄС. |
| 20 жовтня    | Бельгія                   | Брюссель               | Президент зустрівся з лідерами ЄС, Генеральним секретарем НАТО Єнсом Столтенбергом. |
| 27 жовтня    | Житомирська область       | Житомир, Оліївка       | Президент представив нового голову Житомирської ОДА Ігоря Гундича, відвідав завод Кромберг енд Шуберт. |
| 27 жовтня    | Рівненська область        | Острог                 | Президент відвідав Острозьку академію. |

## Листопад
| Дата         | Країна чи область України | Місце                            | Деталі |
| ------------ | ------------------------- | -------------------------------- | --- |
| 3 листопада  | Львівська область         | Городок, Львів, Стрийський район | Президент Петро Порошенко відвідав Львівський економічний форум, взяв участь в урочистому відкритті Колодницького газового родовища та заводу Бадер Україна.                                                                   |
| 8 листопада  | Словенія                  | Любляна                          | Президент Петро Порошенко зустрівся з Президентом Борутом Пахором, Прем'єр-міністром Миром Цераром, зустрівся з представниками бізнес-кіл, відкрив пам'ятник Григорію Сковороді.                                               |
| 14 листопада | Швеція                    | Стокгольм                        | Президент Петро Порошенко зустрівся з Прем'єр-міністром Стефаном Левеном, Спікером Риксдагу Урбаном Аліном, представниками політичних та бізнесових кіл Швеції, відвідав Державний архів Швеції та завод з переробки відходів. |
| 24 листопада | Бельгія                   | Брюссель                         | Президент взяв участь у Саміті Україна-ЄС, зустрівся з низкою лідерів країн Європи та світу. |
| 29 листопада | Київська область          | Прип'ять                         | Президент Петро Порошенко взяв участь в заходах із завершення будівництва об'єкту «Укриття». |

## Грудень
| Дата       | Країна чи область України | Місце                           | Деталі |
| ---------- | ------------------------- | ------------------------------- | --- |
| 2—3 грудня | Польща                    | Варшава                         | Президент Петро Порошенко зустрівся з Президентом Польщі Анджєм Дудою, Маршалком Сейму Мареком Кухцінським, Маршалком Сенату Станіславом Карчевським, поклав квіти до Могили невідомого солдата та Пам'ятника Тарасові Шевченку, зустрівся з представниками української громади. |
| 5 грудня   | Донецька область          | Карачун, Краматорськ, Семенівка | Президент Петро Порошенко відвідав відновлену телевежу, опорний пункт біля Горлівки, проінспектував хід ремонтних робіт мосту на автошляху M 03. |
| 6 грудня   | Житомирська область       | Бердичів                        | Президент Петро Порошенко відвідав навчально-тренувальний центр Сил спеціальних операцій. |
| 14 грудня  | Київська область          | Прип'ять                        | Президент Петро Порошенко поклав квіти до пам'ятного знаку «Воїнам Чорнобиля» з нагоди Дня вшанування учасників ліквідації наслідків аварії на Чорнобильській АЕС. |
| 14 грудня  | Івано-Франківська область | Марківці                        | Президент оглянув ділянку автошляху Стрий-Мамалига, взяв участь в урочистому відкриття заводу СЕ Борднетце-Україна, відвідав сучастне фермерське господарство. |
| 14 грудня  | Тернопільська область     | Тернопіль, Трибухівці, Чортків  | Президент оглянув ділянку автошляху Стрий-Мамалига, взяв участь в урочистому відкриття заводу СЕ Борднетце-Україна, відвідав сучастне фермерське господарство. |
| 17 грудня  | Київська область          | Гусачівка                       | Президент з дружиною відвідав багатодітну родину. |
| 31 грудня  | Донецька область          | Закітне, Маріуполь, Широкине    | Президент Петро Порошенко та американські сенатори Джон Маккейн, Емі Клобучар та Ліндсі Грем відвідали командний пункт в районі Широкиного. |